# Шэнь Вэй
Шэнь Вэй (кит. упр. 沈伟, пиньинь Shěn Wěi, род. в 1968) – американский хореограф, художник, режиссёр  китайского происхождения.

## Биография и творчество
В 1984-1989 танцевал в составе Оперы Сианя, в 1991 основал первую в материковом Китае труппу современного танца провинции Гуандун.  В 1995 по гранту приехал в Нью-Йорк, участвовал в  Американском балетном фестивале. В 2000 создал труппу современного танца Балетное искусство Шен Вея (Shen Wei Dance Arts).  Сотрудничал с Балетом Монте-Карло, Большим Канадским балетом Монреаля, коллективом Римской оперы, Нидерландским национальным балетом, балетными фестивалями в Гонконге, Эдинбурге  и др. В целом показывал свои постановки и пластические работы в 30 странах мира, включая Россию.
Как художник занимается видеоискусством, представляет свои инсталляции. Получило известность его шоу «Бесполезное», поставленное в 2007 в парижском Пале-Рояле на показе образцов от-кутюр китайского модельера Ма Кэ, ставшее центральным эпизодом одноименного фильма Цзя Чжанкэ.

## Избранные постановки
- Складки/ Folding (2000, музыка Джона Тавенера, буддистские ритуальные песнопения)
- Near the Terrace-Part I (2001, музыка Арво Пярта)
- Behind Resonance (2001,  музыка Дэвида Лэнга)
- Near the Terrace-Part II (2002, музыка Арво Пярта, яванская ритуальная музыка)
- Весна священная (2003, музыка Стравинского в исполнения Фазиля Сая)
- Connect Transfer (2004, музыка Лигети, Кевина Воланса, Яниса Ксенакиса)
- Map (2005, музыка Стивена Райха)
- Второе посещение императрицы (2005, 2007, традиционная пекинская опера)
- Re-Part I (2006, традиционные тибетские песнопения в исполнении Ани Чоинг Дольма)
- Re-Part II (2007, музыка Джона Тавенера, традиционная камбоджийская музыка)
- Бесполезное/ WUYONG, шоу китайского модельера Ма Кэ  (2007, Париж, Пале-Рояль)
- Церемония открытия Пекинской Олимпиады, эпизод "Свиток" (2008, генеральная дирекция – Чжан Имоу)
- Re-Part III (2009, музыка Дэвида Лэнга, исполнитель Тед Рейнольдс)
- 7 to 8 and (2010, музыка Дирка Хаубриха)
- NYC Guerilla-Site Specific Work (2010)
- Still Moving (2011, музыка Дэниэла Бёрка)
- Limited States (2011, музыка Дэниэла Бёрка)
- Undivided Divided (2011, музыка американской группы So Percussion)
- The New You (2012)
- Carmina Burana (2013, музыка Карла Орфа, анонимные Четыре светских песнопения, музыкальный директор Жорди Бернасе)

## Признание
Лауреат многих стипендий и премий, в том числе – стипендии Азиатского Совета по культуре (1995), стипендии Гуггенхайма (2001), премии Нижинского (2004), австралийской премии Хелпманна (2005), стипендии Мак-Артура (2007) и др. В  2012  был удостоен в Пекине звания «Артист года» от компании Audi.